# Karofane
Karofane (auch: Karofan, Korafane, Korofane) ist eine Landgemeinde im Departement Bouza in Niger.

## Geographie
Karofane befindet sich in der Sahelzone. Die Nachbargemeinden sind Bouza im Nordwesten, Babankatami im Nordosten, Ourno im Südosten und Madaoua im Südwesten. Bei den Siedlungen im Gemeindegebiet handelt es sich um 61 Dörfer und 45 Weiler. Der Hauptort der Landgemeinde ist das Dorf Karofane. Es liegt auf einer Höhe von 328 m am Rand des Tarka-Tals, das vom Departement Tanout in der Region Zinder bis zum Fluss Rima in Nigeria verläuft.
Die Forêt classée de Karofane ist ein 4020 Hektar großes unter Naturschutz stehendes Waldgebiet im Gemeindegebiet von Karofane. Die Unterschutzstellung erfolgte 1955.

## Geschichte
Der britische Reiseschriftsteller A. Henry Savage Landor besuchte 1906 das Dorf Kankara im Rahmen seiner zwölfmonatigen Afrika-Durchquerung. Die Landgemeinde Karofane ging 2002 im Zuge einer landesweiten Verwaltungsreform aus einem Teil des Kantons Bouza hervor. Im Spätsommer 2024 nahm im Gemeindehauptort eine Cholera-Epidemie ihren Ausgang, die sich in den Dörfern Dossey, Guidan Dan Baki, Kankara und Takorka sowie im Stadtviertel Moun Wadata in Birni-N’Konni ausbreitete. Bis 11. September 2024 wurden in der Region Tahoua insgesamt 160 Infektionen und sechs Todesfälle erfasst.

## Bevölkerung
Bei der Volkszählung 2012 hatte die Landgemeinde 77.796 Einwohner, die in 11.146 Haushalten lebten. Bei der Volkszählung 2001 betrug die Einwohnerzahl 44.569 in 7073 Haushalten.
Im Hauptort lebten bei der Volkszählung 2012 2661 Einwohner in 431 Haushalten, bei der Volkszählung 2001 1902 in 302 Haushalten und bei der Volkszählung 1988 2163 in 375 Haushalten.

## Politik
Der Gemeinderat (conseil municipal) hat 20 gewählte Mitglieder. Mit den Kommunalwahlen 2020 sind die Sitze im Gemeinderat wie folgt verteilt: 13 PNDS-Tarayya, 5 PSD-Bassira, 1 MODEN-FA Lumana Africa und 1 RSD-Gaskiya.
Jeweils ein traditioneller Ortsvorsteher (chef traditionnel) steht an der Spitze von 54 Dörfern in der Gemeinde.

## Wirtschaft und Infrastruktur
Die Gemeinde liegt in einer Zone, in der Regenfeldbau betrieben wird. In Karofane wird ein Viehmarkt abgehalten. Der Markttag ist Donnerstag. Das staatliche Versorgungszentrum für landwirtschaftliche Betriebsmittel und Materialien (CAIMA) unterhält eine Verkaufsstelle im Hauptort. Im Hauptort wird eine Niederschlagsmessstation betrieben.
Im Hauptort und in Kankara sind Gesundheitszentren des Typs Centre de Santé Intégré (CSI) vorhanden. Jenes im Hauptort verfügt über ein eigenes Labor und eine Entbindungsstation. Der CEG Karofane ist eine allgemein bildende Schule der Sekundarstufe des Typs Collège d’Enseignement Général (CEG). Beim Centre de Formation aux Métiers de Karofane (CFM Karofane) handelt es sich um ein Berufsausbildungszentrum.

## Persönlichkeiten
- Saïdou Oua (* 1956), Agronom und Politiker